# 2642 Vésale
2642 Vésale eller 1961 RA är en asteroid i huvudbältet, som upptäcktes den 14 september 1961 av den belgiske astronomen Sylvain Arend i Uccle. Den har fått sitt namn efter den belgiske läkaren Andreas Vesalius.
Asteroiden har en diameter på ungefär 7 kilometer.